# Senouillac
Senouillac település Franciaországban, Tarn megyében. Lakosainak száma 1123 fő (2022. január 1.). Senouillac Cahuzac-sur-Vère, Fayssac, Gaillac, Labastide-de-Lévis és Rivières községekkel határos.

## Népesség
A település népessége az elmúlt években az alábbi módon változott:
| Lakosok száma | 1090 | 1095 | 1136 | 1109 | 1112 | 1115 | 1123 | 1124 | 1123 |
|               | 2013 | 2015 | 2016 | 2017 | 2018 | 2019 | 2020 | 2021 | 2022 |